# Samochody Specjalne
Samochody Specjalne – polski kolorowy miesięcznik motoryzacyjny poświęcony głównie pojazdom użytkowym, wydawany przez wrocławską spółkę Oficyna Wydawnicza MAZUR.

## Historia
Samochody Specjalne ukazują się od 1997. Przez pierwszy okres (do 1999) jako kwartalnik, potem jako dwumiesięcznik, a od 2007 w cyklu miesięcznym. Pierwszym wydawcą Samochodów Specjalnych (do 2001) była wrocławska spółka HEWEA, po czym prawa do wydawania tego tytułu prasowego uzyskała Oficyna Wydawnicza MAZUR. Pomysłodawcą i założycielem pisma był Maciej K. Mazur, który jest właścicielem i prezesem wydawnictwa. Autorką layoutu czasopisma i jego szaty graficznej jest Beata K. Tomczak.

## Tematyka

Statuetka nagrody
"Osobowość Roku"
przyznanej w 2004 r.

Redakcja miesięcznika Samochody Specjalne określa jego profil jako motoryzacyjny. Pismo poświęca sporo uwagi bieżącym wydarzeniom rynku motoryzacyjnego i przedstawia jego analizy. Prezentuje zachodzące na nim zmiany oraz kierunki jego rozwoju. Główną tematyką Samochodów Specjalnych są pojazdy użytkowe: samochody ciężarowe i dostawcze, autobusy, maszyny samojezdne, pojazdy przeznaczenia specjalnego, wojskowe, pożarnicze, gąsienicowe itd. Czasopismo poświęca jednak również wiele uwagi problemom transportu, infrastruktury drogowej czy ekonomii. W każdym wydaniu publikowane są biogramy postaci z branży oraz kalendarium najważniejszych imprez branżowych w kraju i za granicą.
W 2001 roku pismo zostało umieszczone na liście czasopism specjalistycznych i jest zalecane przez Komitet Badań Naukowych. Samochody Specjalne zamieszczają recenzowane teksty poświęcone najnowszym zagadnieniom z dziedziny techniki i technologii.
Pod patronatem Samochodów Specjalnych przyznawana jest nagroda „Osobowość Roku” w branży pojazdów użytkowych. Za 2004 jej laureatem został Hans-Gūnther Heitzer (MAN), zaś za 2005 Krzysztof Olszewski (Solaris). Autorem statuetki z brązu stanowiącej nagrodę jest wrocławski artysta rzeźbiarz Stanisław Wysocki.

## Redaktorzy naczelni
- Dr inż. Maciej K. Mazur (1997–2005),
- Dr inż. Dariusz Piernikarski (od 2006).

## Rada Programowa
W 2007 powołana została Rada Programowa Samochodów Specjalnych, której zadaniem jest kreowanie linii wydawniczej czasopisma. W jej skład weszli reprezentanci świata nauki i techniki - uznani w kraju i za granicą specjaliści związani z szeroko rozumianą branżą motoryzacyjną:
- prof. dr hab. inż. Wiesław Grzesikiewicz (Politechnika Warszawska),
- prof. dr hab. inż. Wacław A. Kollek (Politechnika Wrocławska),
- prof. dr hab. inż. Jerzy Merkisz (Politechnika Poznańska),
- prof. dr hab. inż. Andrzej Niewczas (Politechnika Lubelska),
- prof. dr hab. inż. Eugeniusz Rusiński (Politechnika Wrocławska) - przewodniczący.

## Stałe rubryki
| - Autobusy - Ekonomia i finanse - Fakty - Imprezy - Infrastruktura - Internet | - Komponenty i akcesoria - Nauka i technika - Ogumienie - Paliwa i środki smarne - Personalia - Pojazdy budowlane | - Pojazdy ciągnione - Pojazdy specjalistyczne - Pojazdy wojskowe - Samochody ciężarowe - Samochody dostawcze - Samochody pożarnicze | - Serwis - Transport - Wzornictwo |